# معركة دنقلا الأولى

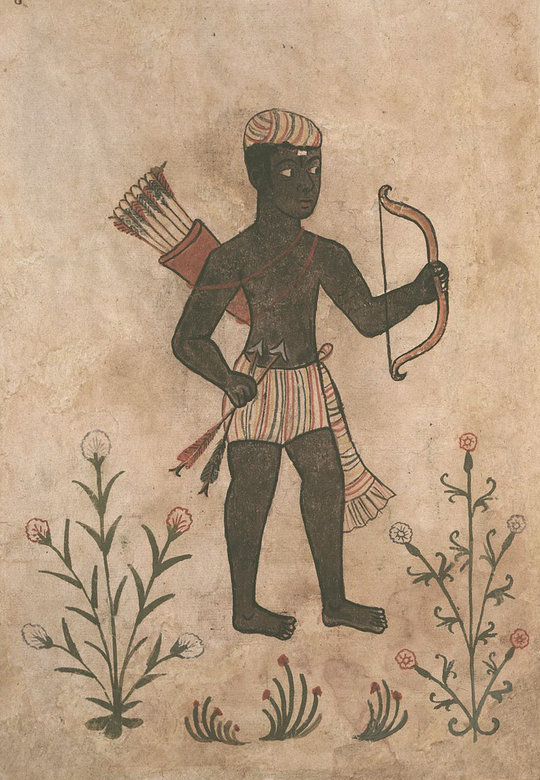

معركة دنقلا الأولى هي مواجهة عسكرية بين دولة الخلفاء الراشدين والنوبيين المقاتلين من أجل مملكة المقرة عام 642م، والتي انتهت بهزيمة نادرة في هذا القرن للمسلمين الأوائل. وتعد المعركة تمهيدا لمعركة دنقلا الثانية، عندما قاد جيش المسلمين في المعركة عقبة بن نافع وتعد من المرات القليلة التي هزموا فيها.

## خلفية
بعد اعتناق مملكة كوش للمسيحية تأثرت ممالك المنطقة بها وانتشرت المسيحية خلال الستة قرون الأولى بعد الميلاد، انتشرت فيها ومنها مملكة المقرة ونوباتيا وعلوه. ما بين 612 - 640 بعد الميلاد توحدت القبائل العربية بحكم الإسلام ، ومثلوا قوة عسكرية وسياسية سريعة التوسع في المنطقة. وبعد الفتح الإسلامي لمصر على أيدي عمرو بن العاص كان من البديهي أن يقوم المسلمون بمحاولة تأمين الحدود الغربية والجنوبية، فأرسل عمر بن الخطاب عقبة بن نافع لفتح بلاد النوبة وبذلك التقى جيش مملكة المقرة مع جيش المسلمين قرب دنقلا (في شمال السودان حاليًا).

## أحداث المعركة
يقول البلاذري أن جيش المسلمين تكون من 20 ألف جنديًا أغلبهم من الفرسان ويقول أشرف شاهد أن المعركة لم تكن معركة بمفهومها الواضح إنما كانت كر وفر من قبل جيش النوبيين الذين تميزوا بدقة بالغة في التصويب بالسهام والنبال .فكانوا يظهرون ويضربون جيش المسلمين ثم يختفون تاركين وراءهم الكثير من الشهداء المسلمين. وقد فقد الكثير من المسلمين أعينهم في تلك المعركة حتى ترجح المصادر أن 250 مسلما قد فقدوا أعينهم فيها.

## أعقاب المعركة
تراجع جيش المسلمين بأمر من عمرو بن العاص حتى إشعار أخر حتى اشتعلت الحرب مرة أخرى في 652 ميلاديًا (بعد عشر سنوات)؛ لتبدأ معركة دنقلا الثانية.

## هوامش
1. ↑  أشرف شاهد صـ 181